# Anassandrida I
Anassandrida (in greco antico: Ἀναξανδρίδας?, Anaxandrìdas; Sparta, VII secolo a.C. – 645 a.C. circa) è stato un re di Sparta della dinastia Euripontide.
Secondo Erodoto succedette al padre Teopompo e fu padre del successore Archidamo I. 
Pausania, per il quale a Teopompo succedette il nipote Zeussidamo, non lo nomina, né abbiamo altre notizie di questo re.